# The Girl from Nowhere (film fra 1921)
The Girl from Nowhere er en amerikansk stumfilm fra 1921 af George Archainbaud.

## Medvirkende
- Elaine Hammerstein som Mavis Cole
- William B. Davidson som Jimmy Ryder
- Huntley Gordon som Herbert Whitman
- Louise Prussing som Dorothy Grosscup
- Colin Campbell som Samuel Grosscup
- Al Stewart som Steve La Marche
- Warren Cook som Cole
- Vera Conroy som Grace Parker